# Robeson (Stati Uniti d'America)
Robeson  è una township degli Stati Uniti d'America, nella contea di Berks nello Stato della Pennsylvania. Secondo il censimento del 2000 la popolazione è di 6.869 abitanti.

## Società

### Evoluzione demografica
La composizione etnica vede una maggioranza di quella bianca (97,89%), seguita da quella afroamericana (0,32%) dati del 2000.
| township di Robeson Popolazione |       |
| 2000                            | 6.869 |
| Stima al 2009                   | 7.677 |